# Baronía de Ballenary
La baronía de Ballenary fue un título nobiliario español concedido por Carlos IV de España por Real Cédula de 8 de febrero de 1795 a Ambrosio O'Higgins,  nacido en una familia católica en Irlanda, capitán general-presidente de Chile, como revalidación del señorío de su familia paterna en Ballenary, en el condado de Sligo.

## Carta de otorgamiento
Habiéndome hecho constar en debida forma el Teniente General de mis Reales Ejércitos don Ambrosio O'Higgins lo antiguo e ilustre de su familia, como descendiente que es legítimo de Juan Duff O'Higgins, Barón de Ballenary, en el Condado de Sligo, en el Reino de Irlanda, de la distinguida casa de O'Neil en el mismo Reino, enlazada con la deO'Connor, de la real de Ballintober, en esta atención, y a la de sus dilatados méritos e importantes servicios que ha hecho en la carrera de las armas, y continúa haciendo en los empleos de Gobernación y Capitán General del Reino de Chile, y Presidente de su Real Audiencia, he venido en concederle la merced del propio título de Barón de Ballenary en estos mis Reinos, para sí, sus hijos, herederos y sucesores legítimos. Tendráse entendido en la Cámara de Castilla y se le expedirán los despachos correspondientes.
En Aranjuez a 8 de Febrero de 1795.
Al Obispo Gobernador del Consejo de Castilla.

## Barones de Ballenary

### Reino de Irlanda
Shean Duff O'Higgins, del condado de Sligo en Irlanda, fue barón de Ballenary y bisabuelo paterno-paterno de Ambrosio O'Higgins.
- Shean Duff O'Higgins, barón de Ballenary.
  - Roger O'Higgins.
    - Charles O'Higgins.
      - Ambrosio O'Higgins, marqués de Osorno, barón de Ballenary
        - Bernardo O'Higgins

      - Michael O'Higgins
      - Thomas O'Higgins
        - Tomás, c.c. Josefa Aldunate Larraín.

### Reino de España
|                        | Titular                                 | Periodo                |
| Creación por Carlos IV | Creación por Carlos IV                  | Creación por Carlos IV |
| ---------------------- | --------------------------------------- | ---------------------- |
| I                      | Ambrosio Bernardo O'Higgins y O'Higgins | 1795-1801              |
| Título caducado        |                                         |                        |

El 17 de marzo de 1989 venció el plazo final para solicitar rehabilitaciones de títulos nobiliarios vacantes más de 40 años, y la baronía de Ballenary quedó definitivamente caducada.